# Britisk Togoland
Britisk Togoland var et område i Vestafrika kontrolleret af Storbritannien fra 1916 til 1957. Det er siden 1957 en del af Ghana.
Britisk Togoland blev etableret i 1916 under 1. verdenskrig, da Storbritannien okkuperede den ene del af det tyske protektorat Togoland. Frankrig okkuperede den anden del. En endelig deling skete den 30. september 1920. Britisk Togoland havde en udstrækning på 32.600 km2 og 188.265 indbyggere (heraf 25 europæere) i 1921. I 1922 blev Britisk Togoland et mandatområde under Folkeforbundet. Efter 2. verdenskrig fik det status som tilsynsområde under FN.
I 1954 havde Britisk Togoland en befolkning på 423.000 indbyggere.
Briterne administrerede området som en del af kolonien Guldkysten. I 1956 blev der afholdt en folkeafstemning om territoriets fremtid. Et flertal på 63,4 % af vælgerne stemte for forening med Guldkysten, mens 36,6 % ønskede at opretholde separat status. Modstanden mod unionen med Ghana var størst i syd, blandt ewefolket.
Britisk Togoland forenedes i 1957 med Guldkysten og blev til den selvstændige stat Ghana. I Ghana udgør området en del af regionen Volta.